# 51 d'Àries
51 d'Àries (51 Arietis) és un estel a la constel·lació d'Àries de magnitud aparent +6,62.
Distant 69 anys llum del sistema solar, les característiques físiques de 51 d'Àries fan d'aquest estel un anàleg solar, és a dir, un estel en molts aspectes semblant al Sol. De tipus espectral G8V, és no obstant això més semblant a τ Ceti o 61 Ursae Majoris que al nostre propi estel, ja que amb una temperatura efectiva de 5.647 - 5.666 K, és uns 100 K més freda que el Sol. Té una lluminositat equivalent al 91% de la lluminositat solar, encara que el seu diàmetre és un 2% més gran que el del nostre estel. Amb una massa de poc més que la massa solar, sembla ser un estel més jove que el Sol, amb una edat estimada de 2.000 milions d'anys.
51 d'Àries té un contingut de ferro superior al del Sol en un 40%, tendència també observada per a altres elements com a magnesi, silici, calci, escandi o vanadi; per contra, el contingut de sofre amb prou feines és major a l'existent en el Sol.